# Eu sei que vou te amar (film 1986)
Eu sei que vou te amar è un film del 1986 diretto da Arnaldo Jabor.
Fu presentato in concorso al 39º Festival di Cannes, dove Fernanda Torres vinse il premio per la miglior interpretazione femminile.
Il film trae spunto dall' omonima canzone. Nel 1976 Ornella Vanoni realizzò una versione italiana del brano, con i testi di Sergio Bardotti, intitolata Io so che ti amerò e pubblicata nell'album La voglia la pazzia l'incoscienza l'allegria.

## Trama
Una giovane coppia si è separata dopo sei anni di matrimonio, nonostante abbia un bambino piccolo. I due coniugi scopriranno di amarsi ancora, dopo un lungo colloquio.

## Riconoscimenti
- Festival di Cannes 1986
  - Premio per la miglior interpretazione femminile